# Clonaria rectangulata
Clonaria rectangulata är en insektsart som först beskrevs av Bolívar 1922.  Clonaria rectangulata ingår i släktet Clonaria och familjen Diapheromeridae. Inga underarter finns listade i Catalogue of Life.